# Supercopa espanyola d'hoquei sobre patins masculina
|  | Aquest article és sobre la competició masculina. Per a la competició femenina, vegeu Supercopa espanyola d'hoquei sobre patins femenina |

La Supercopa espanyola d'hoquei patins masculina (en castellà: Supercopa de España de hockey sobre patines) és una competició esportiva de clubs espanyols d'hoquei patins, creada la temporada 1983-84. Organitzada per la Federació Espanyola de Patinatge, se celebra anualment a principi de la temporada. Hi participen el campió i subcampió de la Lliga espanyola, i el campió i subcampió de la Copa del Rei de la temporada anterior. Si el campió de Copa coincideix amb el de Lliga, el finalista de la primera és el club participant en la següent Supercopa. Des de l'any 2013, la competició es disputa en format de final a quatre i es juga en una seu neutral durant un cap de setmana, normalment al mes de setembre.
El Futbol Club Barcelona és el dominador de la competició amb catorze títols, seguit del Hockey Club Liceo amb tres.

## Clubs participants
La XXI Supercopa d'Espanya es disputà al Pazo dos Deportes de Riazor, del 23 al 24 d'octubre de 2024. Hi participaren quatre equips, inclosos el campió de Lliga i de Copa de la temporada anterior:
- FC Barcelona (campió OK Lliga 2023-24)
- Deportivo Liceo
- CE Noia Freixenet
- Reus Deportiu Virginias

## Historial
|                                       | Campió de l'OK Lliga      |
|                                       | Campió de la Copa del Rei |
| En negreta                            | Equip guanyador           |
| (1)                                   | Nombre de títols          |
| 1-1                                   | Marcador campió-subcampió |
| (prò.)                                | Pròrroga                  |
| (p.)                                  | Penals                    |
| Nota: Noms dels equips segons l'època |                           |

| Edició                          | Temp.   | Data       | Campió | Campió                  | Resultat      | Subcampió | Subcampió               | Seu                                                  | refs          |
| ------------------------------- | ------- | ---------- | ------ | ----------------------- | ------------- | --------- | ----------------------- | ---------------------------------------------------- | ------------- |
| no oficial                      | 1983-84 | N/D        |        | Reus Deportiu           | 8-2 / 6-3     |           | HC Liceo                | Reus / La Corunya                                    | [ 3 ]         |
| no es disputà entre 1985 i 1993 |         |            |        |                         |               |           |                         |                                                      |               |
| no oficial                      | 1993-94 | 23-04-1994 |        | ONCE Igualada           | 6-3           |           | Liceo Caixa Galicia     | Pavelló Municipal de As Pontes                       | [ 4 ]         |
| no es disputà entre 1995 i 2003 |         |            |        |                         |               |           |                         |                                                      |               |
| I                               | 2004-05 | N/D        |        | FC Barcelona (1)        | 7-3 / 2-2     |           | Liceo Vodafone          | Barcelona / La Corunya                               |               |
| II                              | 2005-06 | N/D        |        | FC Barcelona (2)        | 4-2 / 3-6     |           | Roncato Patí Vic        | Barcelona / Vic                                      | [ 5 ] [ 6 ]   |
| III                             | 2006-07 | N/D        |        | Reus Deportiu (1)       | 2-3 / 3-3     |           | FC Barcelona            | Barcelona / Reus                                     | [ 7 ] [ 8 ]   |
| IV                              | 2007-08 | N/D        |        | FC Barcelona (3)        | 4-2 / 2-1     |           | Reus Deportiu           | Barcelona / Reus                                     |               |
| V                               | 2008-09 | N/D        |        | FC Barcelona (4)        | 5-1 / 3-4     |           | Noia Freixenet          | Barcelona / Sant Sadurní d'Anoia                     |               |
| VI                              | 2009-10 | N/D        |        | Roncato Patí Vic (1)    | 4-1 / 4-3     |           | FC Barcelona            | Vic / Barcelona                                      |               |
| VII                             | 2010-11 | N/D        |        | Roncato Patí Vic (2)    | 2-5 / 0-4     |           | FC Barcelona            | Vic / Barcelona                                      |               |
| VIII                            | 2011-12 | 21-10-2011 |        | FC Barcelona (5)        | 5-1           |           | Tecnol Reus Deportiu    | Pavelló Ateneu Agrícola, Sant Sadurní d'Anoia        |               |
| IX                              | 2012-13 | N/D        |        | FC Barcelona (6)        | 1-3 / 6-1     |           | Noia Freixenet          | Sant Sadurní d'Anoia / Barcelona                     |               |
| X                               | 2013-14 | 06-10-2013 |        | FC Barcelona (7)        | 3-3 (1-0, p.) |           | Reus Deportiu           | Pavelló del Club d'Esports Vendrell                  | [ 9 ]         |
| XI                              | 2014-15 | 14-09-2014 |        | FC Barcelona (8)        | 5-4 (prò.)    |           | HC Liceo                | Palau d'Esports, Reus                                |               |
| XII                             | 2015-16 | 01-11-2015 |        | FC Barcelona Lassa (9)  | 6-5 (prò.)    |           | HC Liceo                | Pavelló Olímpic, Vic                                 | [ 10 ] [ 11 ] |
| XIII                            | 2016-17 | 18-09-2016 |        | HC Liceo (1)            | 2-1           |           | Reus Deportiu La Fira   | Palau d'Esports, Reus                                |               |
| XIV                             | 2017-18 | 30-09-2017 |        | FC Barcelona Lassa (10) | 4-0           |           | CP Voltregà             | Pavelló Oliveras de la Riva, St. Hipòlit de Voltregà | [ 12 ]        |
| XV                              | 2018-19 | 16-09-2018 |        | HC Liceo (2)            | 3-2           |           | FC Barcelona Lassa      | Pavelló Ateneu Agrícola, Sant Sadurní d'Anoia        |               |
| XVI                             | 2019-20 | 15-09-2019 |        | Reus Deportiu Miró (2)  | 3-2           |           | FC Barcelona            | Pavelló Les Comes, Igualada                          | [ 13 ]        |
| XVII                            | 2020-21 | 03-01-2021 |        | FC Barcelona (11)       | 4-1           |           | Reus Deportiu Miró      | Pavelló Municipal d'Esports, Lloret de Mar           | [ 14 ]        |
| XVIII                           | 2021-22 | 13-09-2021 |        | HC Liceo (3)            | 3-2           |           | FC Barcelona            | Pavelló Ateneu Agrícola, Sant Sadurní d'Anoia        | [ 15 ]        |
| XIX                             | 2022-23 | 03-09-2022 |        | FC Barcelona (12)       | 4-0           |           | Reus Deportiu Virginias | Pavelló d'Esports d'Olot                             | [ 16 ]        |
| XX                              | 2023-24 | 24-09-2023 |        | FC Barcelona (13)       | 3-2           |           | HC Liceo                | Pavelló Olímpic Municipal de Reus                    | [ 17 ]        |
| XXI                             | 2024-25 | 06-10-2024 |        | FC Barcelona (14)       | 1-0           |           | Reus Deportiu Virginias | Pazo dos Deportes de Riazor, La Corunya              | [ 18 ]        |

## Palmarès
| Equip                 | Campió | Subcampió | Finals | Anys campió | Anys subcampió                                                |
| --------------------- | ------ | --------- | ------ | --- | ------------------------------------------------------------- |
| Futbol Club Barcelona | 14     | 6         | 20     | 2004-05, 2005-06, 2007-08, 2008-09, 2011-12, 2012-13, 2013-14, 2014-15, 2015-16, 2017-18, 2020-21, 2022-23, 2023-24, 2024-25 | 2006-07, 2009-10, 2010-11, 2018-19, 2019-20, 2021-22          |
| Hockey Club Liceo     | 3      | 4         | 7      | 2016-17, 2018-19, 2021-22 | 2004-05, 2014-15, 2015-16, 2023-24                            |
| Reus Deportiu         | 2      | 7         | 9      | 2006-07, 2019-20 | 2007-08, 2011-12, 2013-14, 2016-17, 2020-21, 2022-23, 2024-25 |
| Club Patí Vic         | 2      | 1         | 3      | 2009-10, 2010-11 | 2005-06                                                       |
| Club Esportiu Noia    | 0      | 2         | 2      | — | 2008-09, 2012-13                                              |
| Club Patí Voltregà    | 0      | 1         | 1      | — | 2017-18                                                       |